# شاتودن
شاتودن (به فرانسوی: Châteaudun) یک کمون در فرانسه است که در Canton of Châteaudun واقع شده‌است.

## خصوصیات
شاتودن ۲۸٫۴۸ کیلومترمربع مساحت و ۱۳٬۹۰۵ نفر جمعیت دارد و ۱۴۰ متر بالاتر از سطح دریا واقع شده‌است.

## نگارخانه

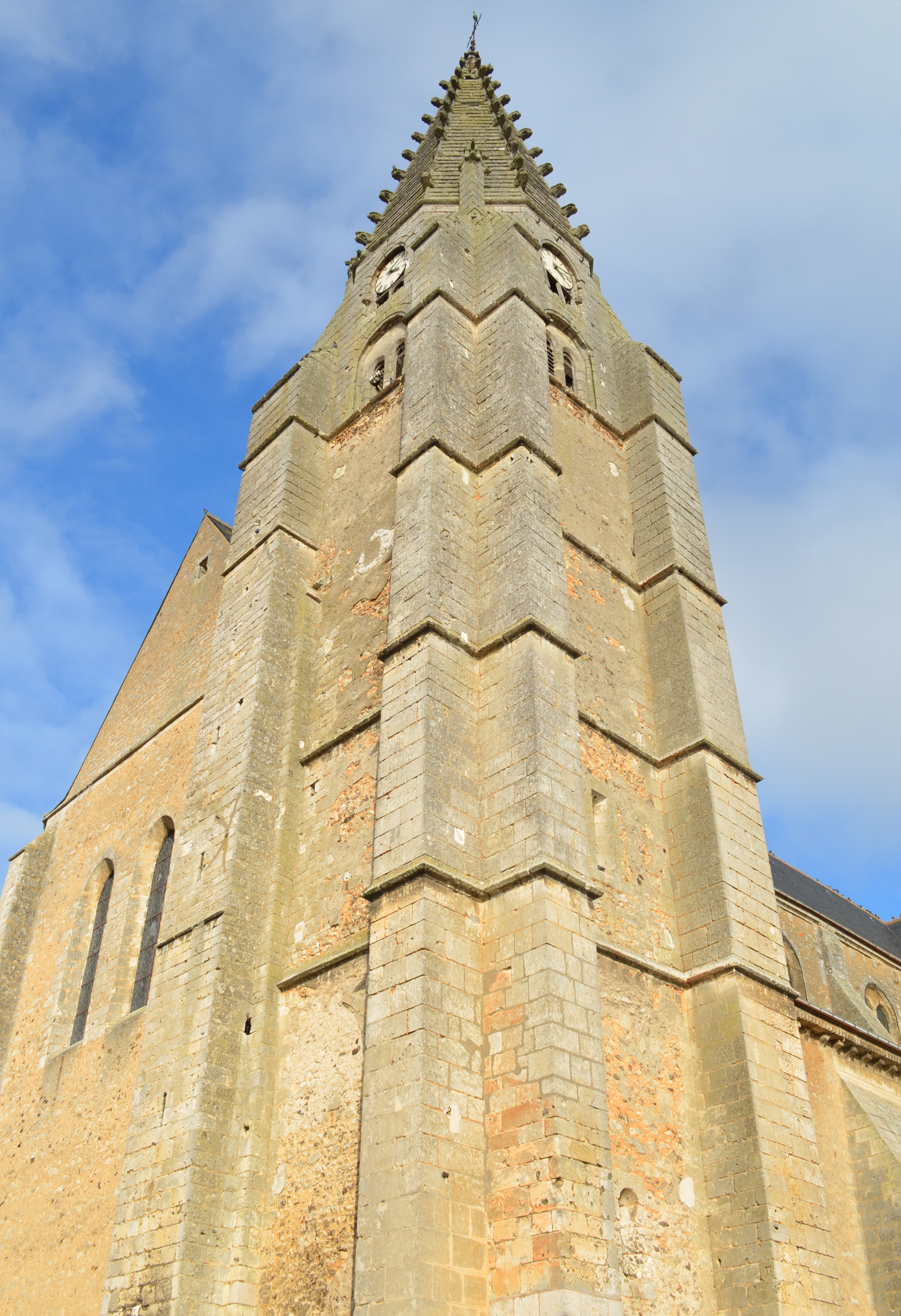
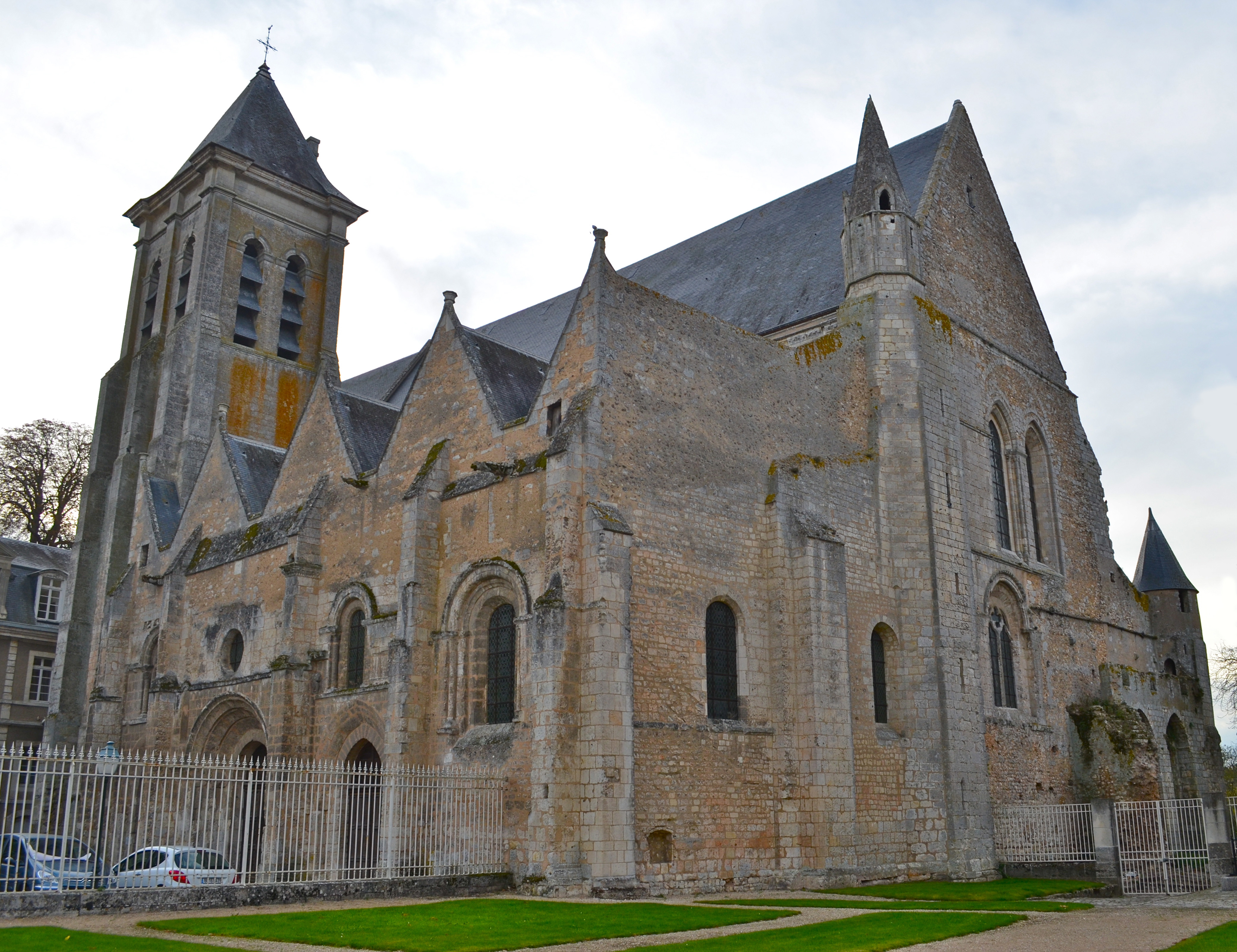
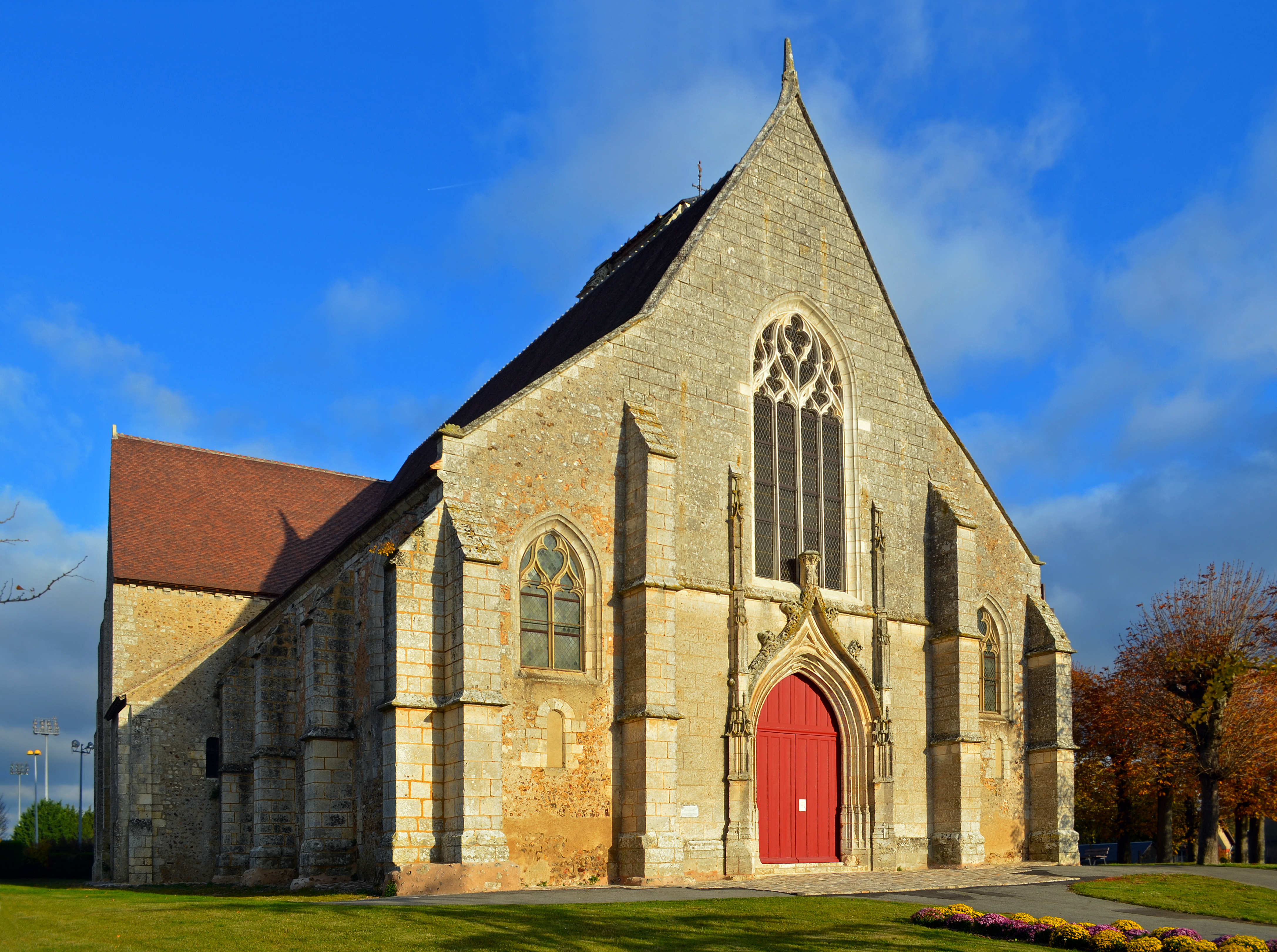
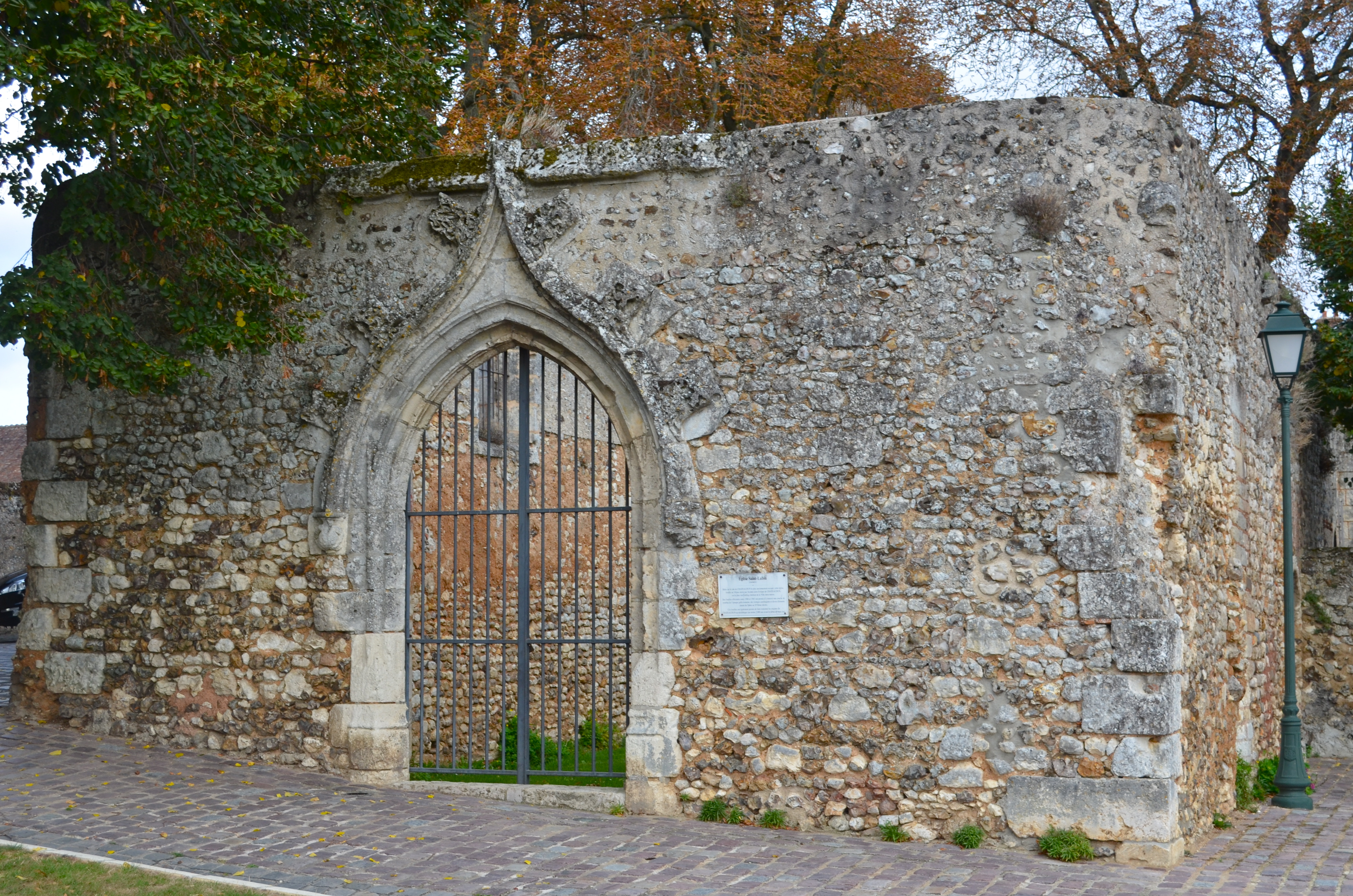
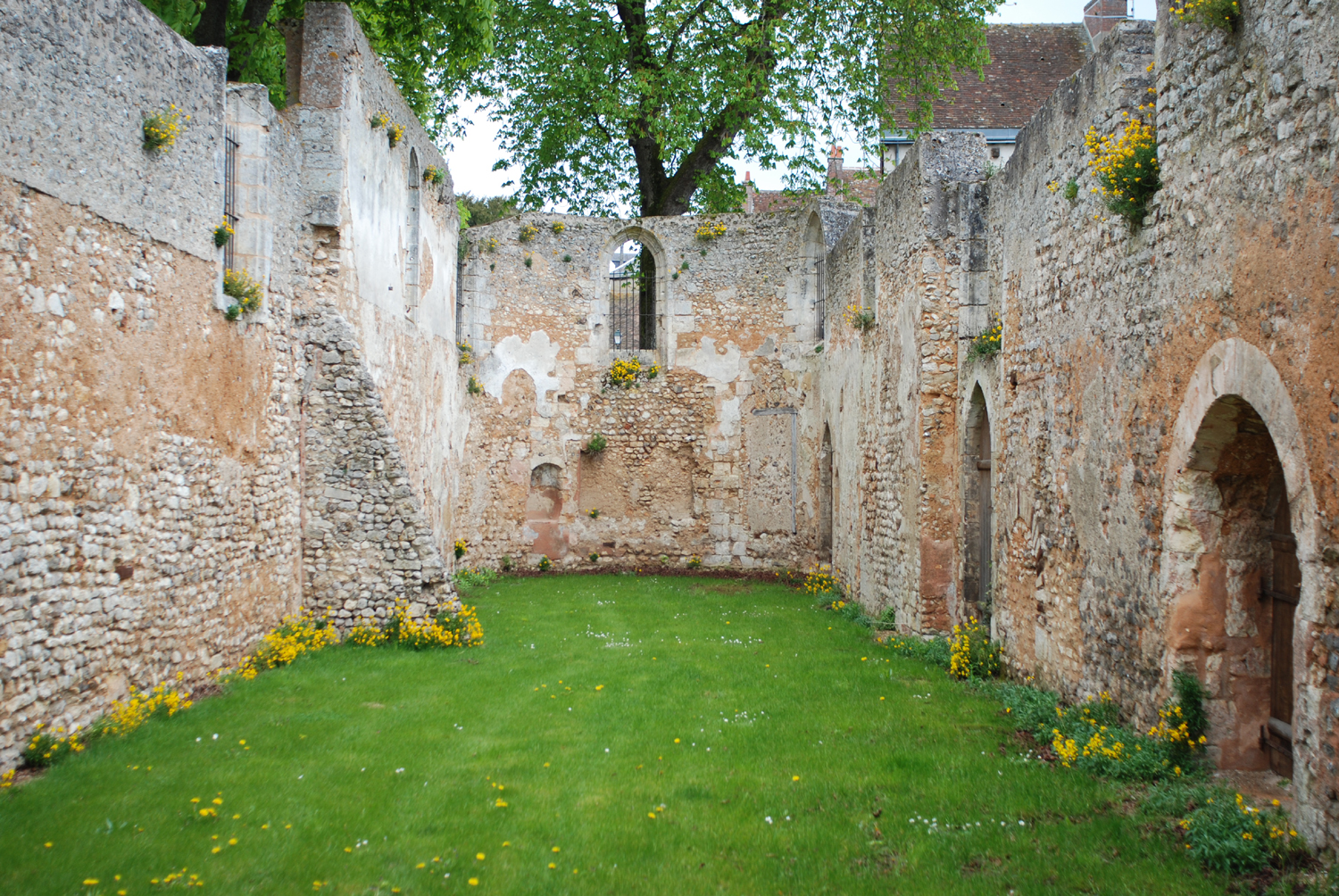
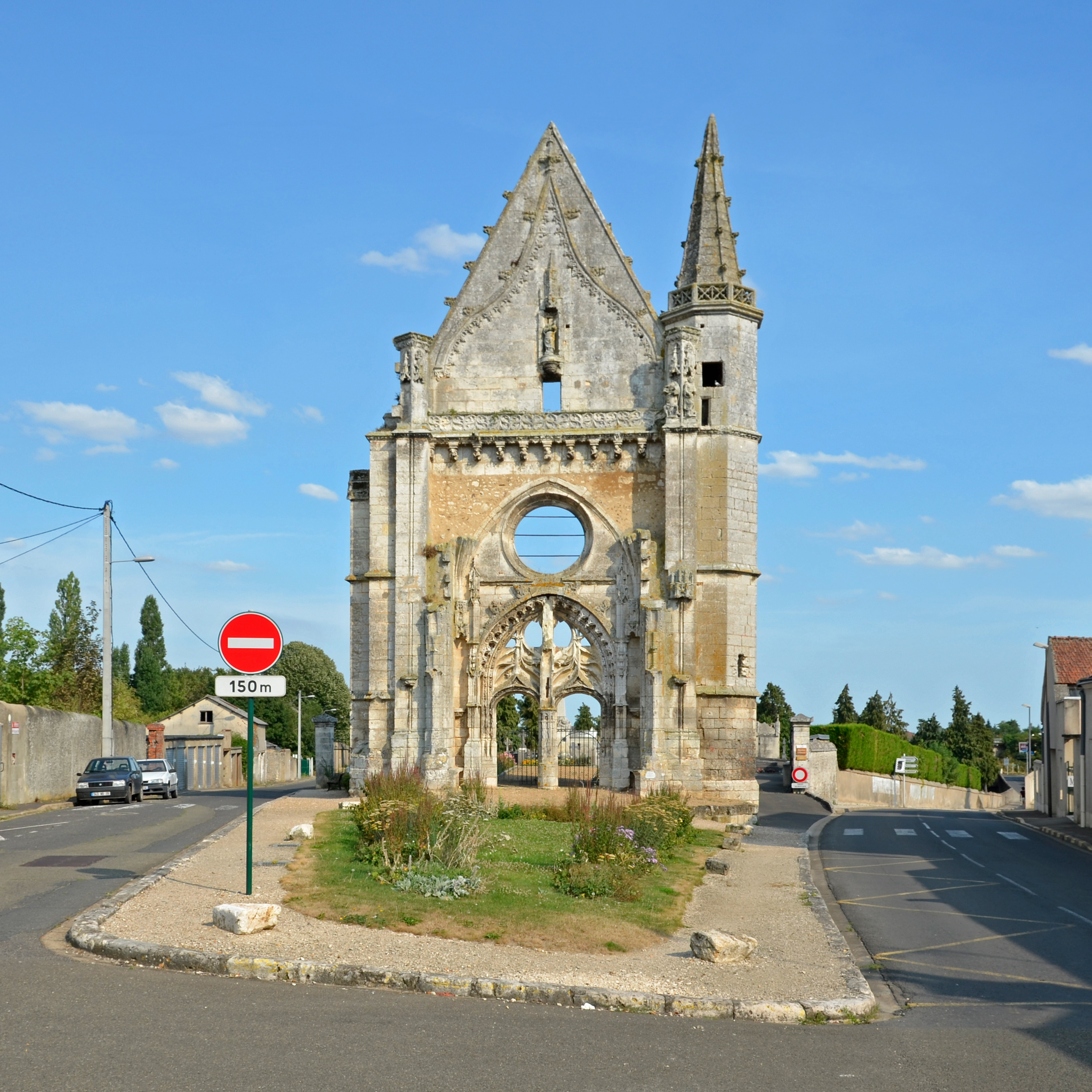
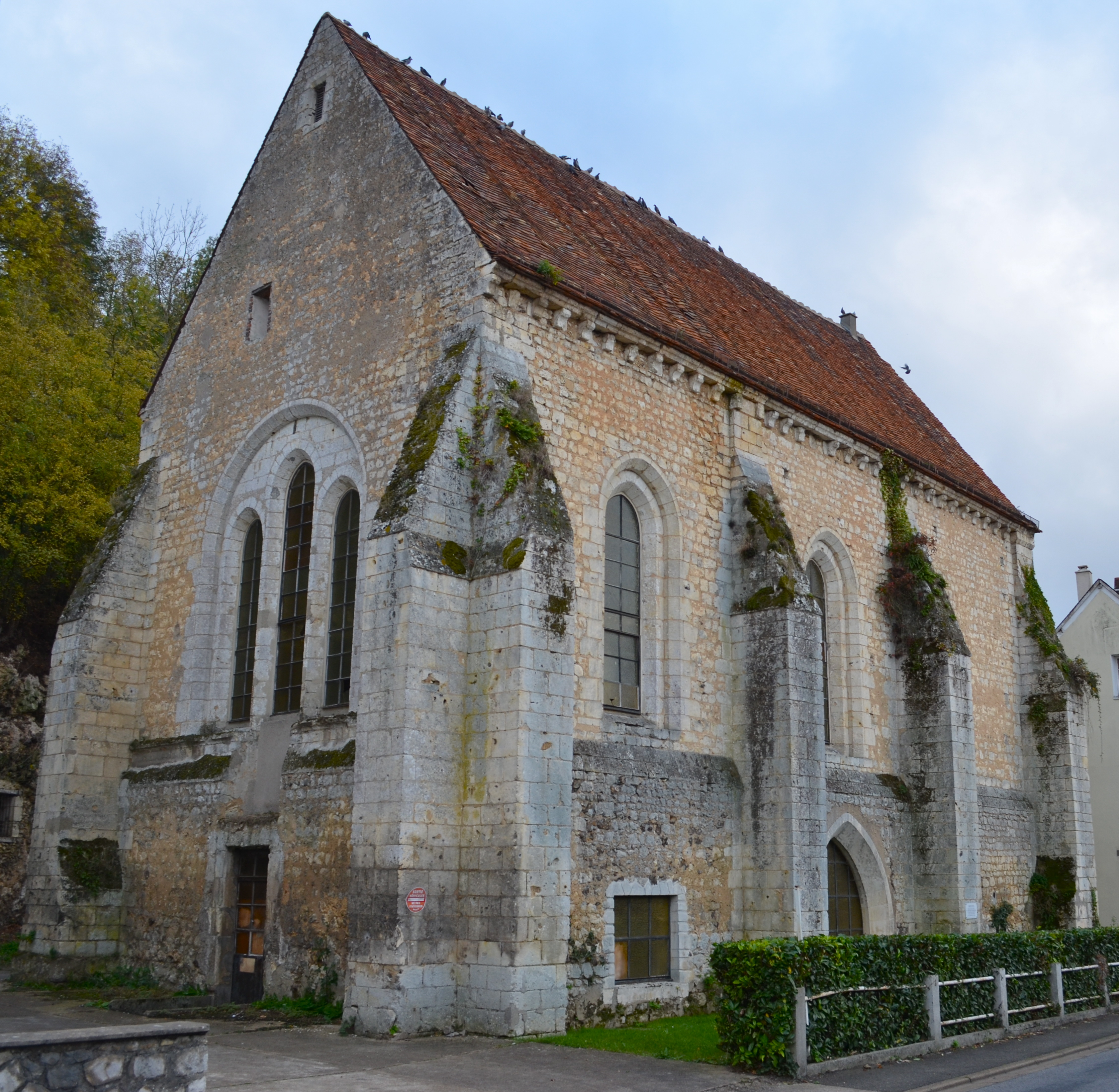